# Delvina
Delvina este un oraș mic din Albania, situat în sudul țării, la 16 km de Saranda. Conform unei estimări din 2004 orașul are 4.200 de locuitori.
În evul mediu orașul s-a aflat sub guvernarea lui Epirus. În secolul al XIV-lea, familia aristocratică Delvina a preluat conducerea orașului Delvinë. În anul 1354 orașul se afla sub conducerea lui Mehmet Ali Pasha Delvina, tot el fiind și cel care deținea castelul din localitate.